# Separación de poderes
La separación de poderes o división de poderes es un principio político en algunas formas de gobierno, en el cual los poderes legislativo, ejecutivo y judicial del Estado son ejercidos por órganos de gobierno distintos, autónomos e independientes entre sí. Esta es la cualidad fundamental que caracteriza a la democracia representativa.
Montesquieu argumentaba que «todo hombre que tiene poder se inclina por abusar del mismo; va hasta que encuentra límites. Para que no se pueda abusar de este, hace falta disponer las cosas de tal forma que el poder detenga al poder». De este modo, se confía la vigilancia de los tres poderes entre ellos mismos ya que cada uno vigila, controla y detiene los excesos de los otros para impedir, por propia ambición, que alguno de ellos predomine sobre los demás. Puede contrastarse con la fusión de poderes y separación de funciones en los sistemas parlamentarios, donde el poder ejecutivo y el poder legislativo están unificados, debido a que el legislativo nombra al ejecutivo.
Esta doctrina no se refiere solamente a la separación y al equilibrio de los tres clásicos poderes del Estado, sino a la necesidad de dividir el poder político donde se encuentre, sea en la esfera municipal, regional o nacional, para así garantizar la libertad política y evitar los abusos de poder, mediante la vigilancia y control recíproco de los poderes separados.

## Características

### Independencia
Se traduce como:

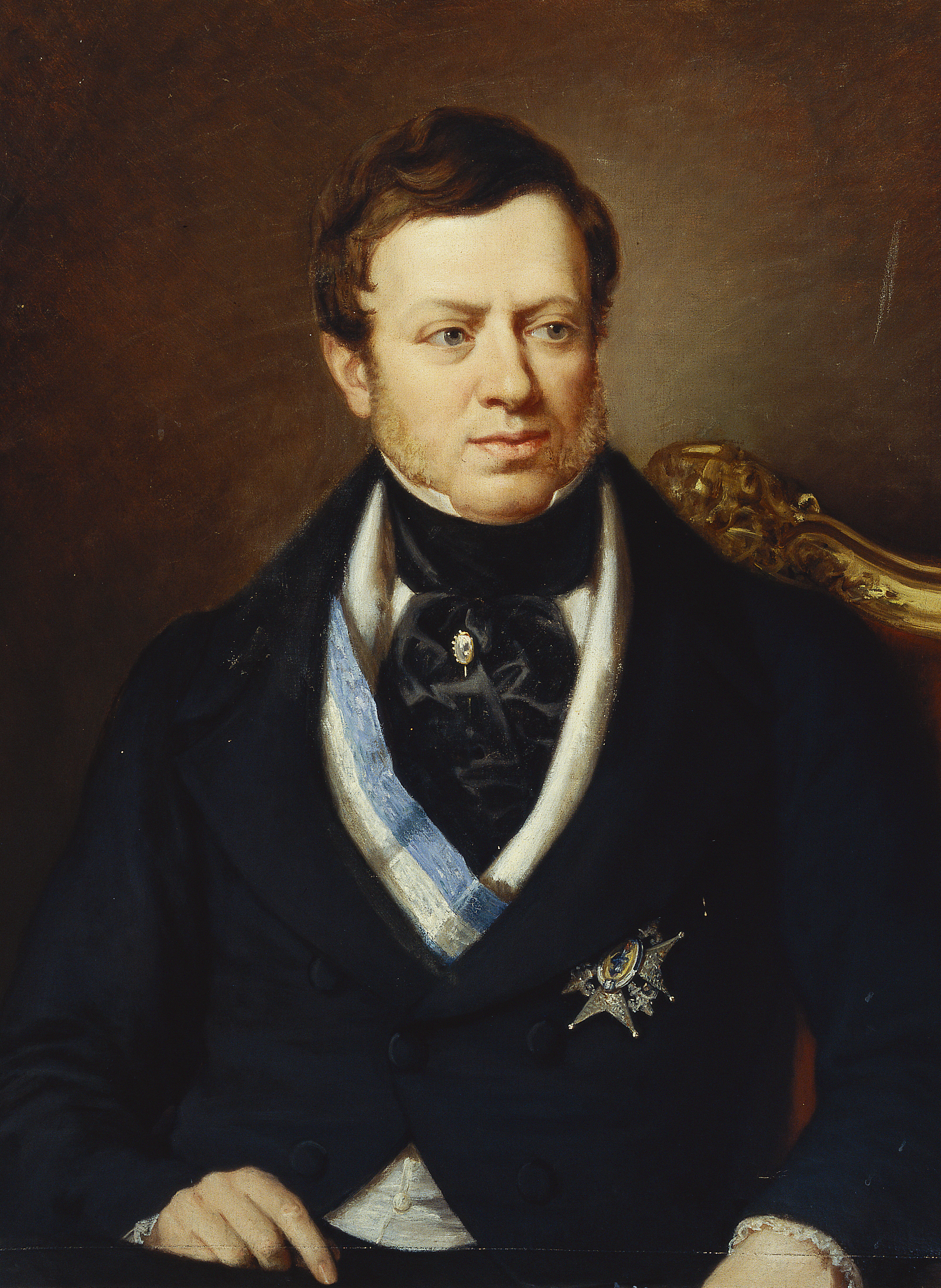
Retrato de José María Queipo de Llano, uno de los teóricos de la Constitución española de 1812, destacando sus argumentos para limitar el poder del rey y establecer una efectiva separación de poderes.

- Un origen de poderes separado (cada uno con su propia fuente de autoridad o legitimidad):
  - En una Monarquía constitucional, el derecho divino, la tradición o la costumbre establece la legitimidad política del gobierno del monarca; en una República constitucional, el sufragio de los ciudadanos establece la legitimidad política del gobierno del presidente.
  - Los miembros de la Legislatura resultan de otras elecciones directas;
  - Los miembros del Poder Judicial mantienen su independencia mediante la autonomía administrativa y presupuestaria, la estabilidad de los jueces y fiscales en sus cargos y un salario que no se reduce mientras permanezcan en funciones, además de otros mecanismos (ver Independencia judicial).
- Ningún miembro de un poder puede simultáneamente ser miembro de otro poder;
- Ningún poder puede impedir la constitución de otro poder:
  - El jefe de Estado, debido a su legitimación, no necesita de la confianza por parte de la Legislatura para formar el gabinete y poder gobernar.

### Especialización
Solo hay un órgano para una sola función, lo que da como resultado una especialización orgánica junto con una especialización funcional (un órgano para una sola función), siendo ambas de especialización de aplicación limitada:
- Especialización orgánica (un órgano):
  - El Poder ejecutivo siempre es monocefálico:
    - El jefe de Estado (que puede ser un Monarca o un Presidente de la República) también es jefe de gobierno (ausencia de primer ministro, jefe de gabinete, presidente del consejo o canciller);
    - Los ministros dependen del presidente que los nomina o designa y revoca;

  - La legislatura, por el contrario, puede ser indiferentemente unicameral o bicameral, incluso tricameral, por lo que no hay necesariamente ninguna especialización orgánica para ello;
  - La organización y funcionamiento de los tribunales se apega al principio de unidad jurisdiccional.
- Especialización funcional (solo una función):
  - Cada poder ejerce una sola función, estrictamente distinta e indelegable:
    - Solo el Poder legislativo hace la ley;
    - Solo el Poder ejecutivo se encarga de la ejecución de las leyes existentes, mediante el uso de normas inferiores:
      - No existe el decreto ley, decreto legislativo o similares;
      - Los decretos presidenciales no constituyen ni tienen fuerza de ley y están limitados en su aplicación y efecto a la administración de la rama ejecutiva.

    - Solo el Poder judicial ejerce la potestad jurisdiccional.

Pero los poderes no están totalmente separados debido a la existencia de medios que conectan los poderes, llamados controles y equilibrios, los cuales hacen posible equilibrarlos evitando que cualquiera de ellos sea preponderante.

## Contrastes
Hay diferentes formas de administrar Estados: separación de poderes, separación de funciones y fusión de poderes son algunos de ellos. 
La separación de poderes está en un nivel más alto, entre diferentes poderes independientes, mientras que la separación de funciones es equivalente a la división de funciones dentro de un solo poder.
Lo propio de la distinción totalitaria de los poderes estatales está basada en la unidad de poder y separación coordinada de funciones, mientras que la separación de poderes democrática está basada en la pluralidad de poderes autónomos y equilibrio de funciones. La separación de poderes exige distinta fuente de legitimación, o distinto acto legitimador de la misma fuente, para cada uno de los poderes separados. Si el poder legislativo nombra al poder ejecutivo y al judicial, como lo indicó Montesquieu, no habrá separación ni división de sus poderes, puesto que el poder de nombrar lleva consigo el de revocar. En la democracia, no importa que todos los poderes tengan la misma legitimación electiva con tal de que el pueblo nombre a cada uno de ellos en elecciones separadas. En la separación de poderes ningún poder debe tener preponderancia real o formal sobre los demás poderes, es decir, que de hecho y de derecho sean entre sí independientes. Eso distingue a la separación democrática de poderes de la división funcional. La fusión de poderes es completamente opuesta, en esta situación, las ramas ejecutiva y legislativa se entremezclan y no hay separación de poderes. La separación de poderes suele estar presente en el presidencialismo y en las monarquías constitucionales, mientras que la fusión de poderes y separación de funciones se encuentra en las formas de gobierno parlamentarias, en los partitocracias, en las dictaduras, etc.

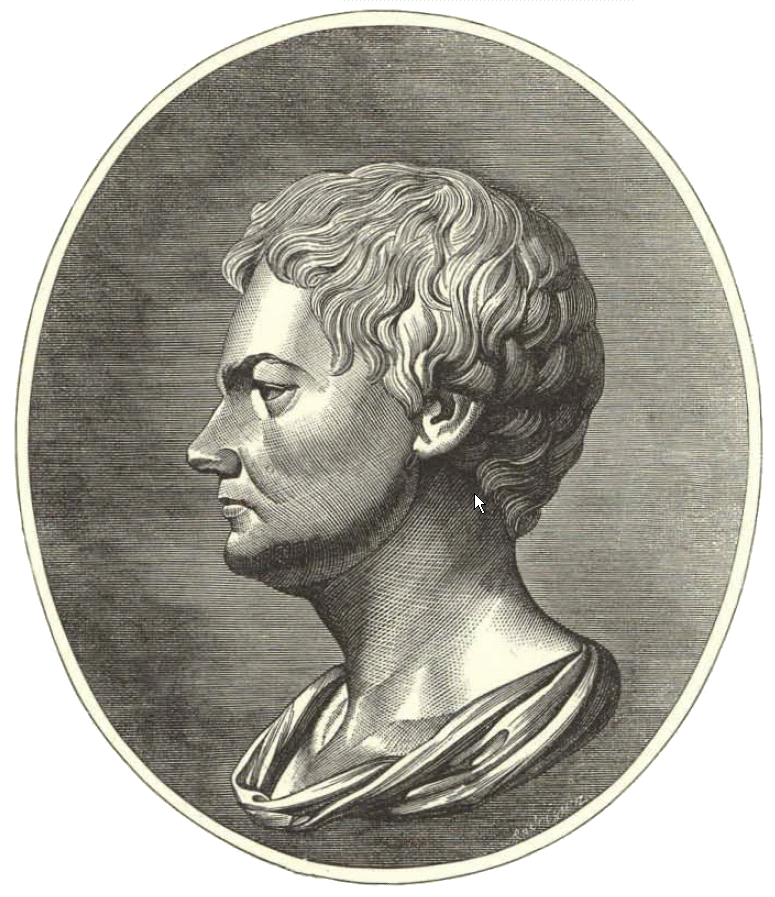
Francisco de Miranda.

Dos condiciones son esenciales para la independencia absoluta de los poderes. La primera, que la fuente de donde ellos emanan sea una; la segunda, que ejerzan todos, unos sobre otros, una vigilancia recíproca.

El pueblo no será soberano si uno de los poderes constituidos que le representan no emanase inmediatamente de él; y no habría independencia si uno de ellos fuera el creador del otro. Dad al Cuerpo Legislativo, por ejemplo, el derecho de nombrar los miembros del Poder Ejecutivo;  ejercerá sobre ellos una funesta influencia, y la libertad política ya no existirá. Si nombra a los jueces, influiría en los juicios y no habría libertad civil. Así, en Inglaterra, donde el Poder Ejecutivo ejerce una marcada influencia sobre el Legislativo, la libertad política está considerablemente disminuida. El Poder Judicial, aunque nombrado por el Ejecutivo, está protegido de su fatal influencia, porque el Pueblo compone el Jurado, y los jueces son inamovibles; entonces la libertad civil aun no ha recibido casi ningún ataque.

Los poderes deben vigilarse y contenerse recíprocamente. Esta vigilancia no debe atribuirse a uno de ellos excluyendo a los otros dos, ya que todos ellos son nombrados por el soberano [ pueblo ]. La confianza que él ha puesto en todos por igual; ¿Por qué deberíamos suponer que uno de ellos es infalible e incorruptible, y los otros dos, sujetos a error y corrupción? Tal es, sin embargo, el absurdo sistema de aquellos que hacen que el Cuerpo Legislativo sea el supervisor del Ejecutivo y que no le otorguen a este ningún derecho de inspección sobre el Legislativo. Por lo tanto, se olvida que los tres poderes son como centinelas avanzados para velar por la seguridad del Estado, y que si uno de ellos se aparta de sus funciones, el deber de los otros dos es dar el alarma, para que el pueblo así advertido provea a su salud y a su seguridad. No es probable que tres poderes independientes y celosos se unan para traicionar los intereses del soberano; y es sobre esta probabilidad moral que la seguridad del ciudadano se funda con respecto a la libertad civil y política.
Francisco de Miranda, La situación actual de Francia y los remedios adecuados a sus males. 1794

Con el fin de fundar sobre una base apropiada el ejercicio separado y distinto de los diferentes poderes gubernamentales, que hasta cierto punto se reconoce por todos los sectores como esencial para la conservación de la libertad, es evidente que cada departamento debe tener voluntad propia y, consiguientemente, estar constituido en forma tal que los miembros de cada uno tengan la menor participación posible en el nombramiento de los miembros de los demás. Si este principio se siguiera rigurosamente, requeriría que todos los nombramientos para las magistraturas supremas, del ejecutivo, el legislativo y el judicial, procediesen del mismo origen de autoridad, o sea del pueblo, por conductos que fueran absolutamente independientes entre sí. Quizá este sistema de constituir los diversos departamentos resultase en la práctica menos difícil de lo que parece al imaginárselo. Como quiera que sea, algunas complicaciones y gastos suplementarios serían consecuencia de que se llevase a efecto, por lo cual hay que admitir ciertas variaciones respecto del principio. Especialmente por lo que hace a la constitución del departamento judicial puede ser inoportuno insistir rigurosamente en dicho principio: primero, porque siendo indispensable que sus miembros reúnan condiciones peculiares, la consideración esencial debe consistir en escoger el sistema de elección que mejor garantice que se logran estos requisitos; segundo, porque la tenencia vitalicia de los cargos que existe en ese departamento debe hacer desaparecer bien pronto toda sensación de dependencia respecto de la autoridad que los confiere.

Es igualmente evidente que los miembros de cada departamento deberían depender lo menos posible de los otros por lo que respecta a los emolumentos anexos a sus empleos. Si el magistrado ejecutivo y los jueces no fueran independientes de la legislatura en este punto, su independencia en todos los demás sería puramente nominal.
James Madison, El Federalista n.º 51

El principio de elección, por sufragio directo, del poder ejecutivo en el mundo moderno surgió con la Constitución federal de Estados Unidos. La revolución de la independencia norteamericana tomó este principio de la democracia ateniense, de las costumbres de las comunidades locales fundadas por los colonos protestantes y de las proposiciones contenidas en libro XI de El espíritu de las leyes, de Montesquieu. «Unos han tomado la libertad por la facilidad de deponer a quien hayan dado un poder tiránico; otros, por la facultad de elegir a quien deben obedecer».

## Historia

### Antigüedad clásica
La separación del poder político se originó por primera vez en la antigua democracia directa ateniense, y se generalizó en la República romana como parte de la Constitución inicial de la República Romana. En ambas se caracterizaba por la separación del Poder político en un diverso número de magistraturas, debido a que nacían mediante procesos electorales o procesos por sorteo distintos y separados, pero no por una estricta especialización funcional ya que algunas de estas ejercían en ciertas ocasiones funciones legislativas, ejecutivas y judiciales, aunque una de estas como función mayoritaria. La especialización funcional entre órganos divididos y separados fue teorizado siglos después por John Locke y Montesquieu.

#### Democracia ateniense

Sistema político de la Democracia directa ateniense.

La Trias Política de la democracia representativa de los Estados Unidos.

La Heliea ejercía las funciones judiciales, sus 6000 miembros eran seleccionados por sorteo entre los ciudadanos mayores de 30 años; la Boulé formulaba los proyectos de ley y decretos que eran votados por la asamblea general del pueblo (Ekklesía), sus 500 miembros eran seleccionados por sorteo entre los ciudadanos; y los Strategos, que ejercían las funciones ejecutivas militares, eran elegidos por los ciudadanos anualmente por votación, uno por cada tribu griega (phyle).
Aristóteles, en su libro Política, analizando la soberanía, la dividió en tres elementos: «el que delibera, el que manda y el que juzga».
Aristóteles afirma que la polis tiene una actividad y que estas actividades se dividen en tres funciones; que las personas encargadas de ellas se denominan: senadores (senado), magistrados (magisterio político) y tribunos (tribunales). No menciona la representación, ya que en tiempos de Aristóteles no lo hubo específicamente, cual sucede en la democracia representativa, sino una democracia directa, sin representación política entre los gobernadores y gobernados. En Grecia y Roma la representación de una persona por otra era inconcebible e incomprensible en la época. 
La separación de poderes, por sufragio directo o sorteo, se considera como la cualidad creadora de la democracia y su principio fundamental, no la representación ya que en la democracia directa esta no existía; cuando se adiciona el principio de representación de los ciudadanos en un Estado republicano extenso con la constitución de los Estados Unidos, se crea por primera vez la democracia representativa con la elección por sufragio directo y separado de los titulares transitorios y renovables de los poderes políticos del Estado: El Ejecutivo y Legislativo, la primera vez que se usa este término fue en 1777 en una carta escrita por Alexander Hamilton:

[U]na democracia representativa, donde el derecho de elección está bien asegurado y regulado y el ejercicio de las autoridades legislativas, ejecutivas y judiciales, está conferido a personas seleccionadas, elegidas realmente y no nominalmente por el pueblo, en mi opinión, será más probable de ser feliz, regular y duradera.
Alexander Hamilton, carta a Gouverneur Morris, 19 de mayo de 1777

#### República romana
Los Cónsules Romanos fueron los titulares de la potestad ejecutiva y eran los cargos políticos más altos de la República romana (509 a 27aC), cada año, los ciudadanos de Roma elegían a dos cónsules para servir conjuntamente por un período de un año. La potestad legislativa era ejercida por los comicios o asambleas directas romanas (comitia populi tributa) junto con el Senado encargado de ratificar las leyes votadas por los comicios.
La Separación de poderes en la República romana se extinguió durante la instauración del Imperio Romano: 

Las leyes de Roma habían dividido sabiamente el poder público en un gran número de magistraturas, que se sostenían, se moderaban y se detenían unas a otras, y como cada una de ellas tenía un poder limitado, todos los ciudadanos eran aptos para desempeñarlas; y el pueblo viendo desfilar uno tras otro a muchos personajes, no se acostumbraba a ninguno. Pero en este tiempo el sistema de la república cambió; los más poderosos obtuvieron del pueblo comisiones extraordinarias, lo que aniquiló la autoridad del pueblo y de los magistrados y puso los grandes negocios en mano de un solo o muy pocos individuos.
Montesquieu, Consideraciones sobre las causas de la grandeza y decadencia de los romanos, Capítulo XI.

### Liberalismo y la era de la Ilustración

#### El sistema de División de poderes de John Locke

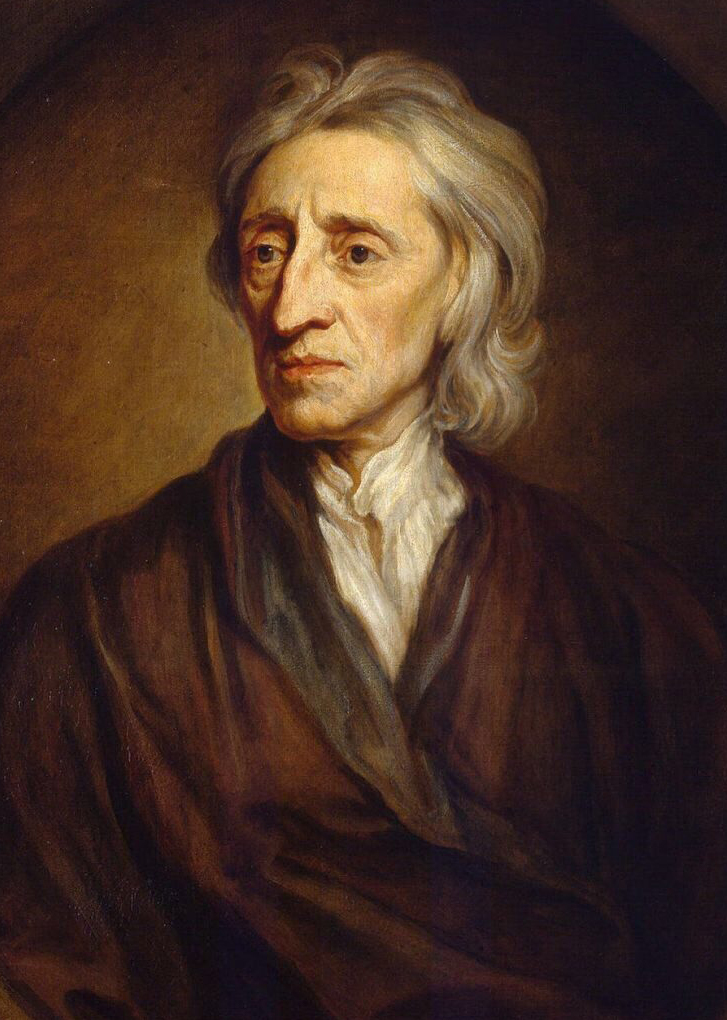
John Locke

La División de poderes fue inicialmente teorizada en el Segundo Tratado sobre el gobierno civil, un manuscrito político de 1690 escrito por el inglés John Locke donde distingue:
- Un Poder Legislativo que crea las leyes (el principal para Locke) ;
- Un Poder Ejecutivo que vela por la ejecución y aplicación de las leyes;
- Un Poder Federativo que conduce las relaciones internacionales, en particular el poder de hacer la guerra, celebrar tratados y establecer relaciones diplomáticas.

Sin embargo, la Separación de poderes es materializado por el filósofo político francés, el Barón de Montesquieu, quien en 1748 escribió El espíritu de las leyes, que identificó tres poderes del estado: Legislativa, Ejecutiva y Judicial. La diferencia entre división y separación es que en el primero se acepta la preponderancia de un poder sobre otro, como John Locke llamaba al Legislativo el «Poder preponderante», y en el segundo su finalidad es la mutua anulación entre los diversos poderes para que ninguno pueda dominar ni ser dominante.

#### El sistema de Separación y equilibrio de poderes de Montesquieu

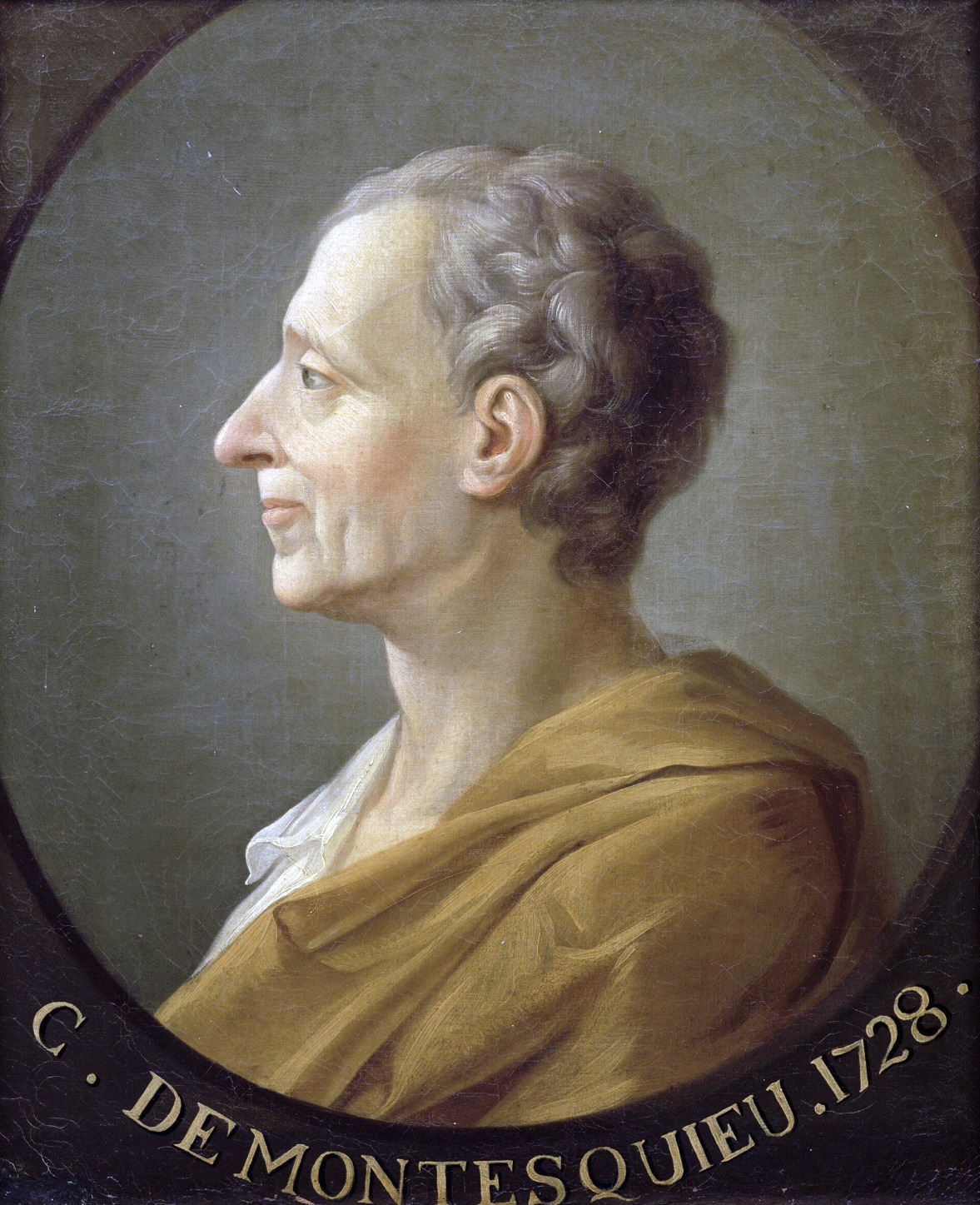
Montesquieu

Montesquieu acuña su teoría de la separación de poderes en el conocido Libro XI de su tratado Del Espíritu de las Leyes, que se inspiró en la descripción que los tratadistas clásicos hicieron de los sistemas políticos de la Antigüedad, especialmente en la que Polibio hace de la República romana, además de las teorías de Platón y Aristóteles y en la experiencia política contemporánea de la Revolución inglesa del siglo XVII (que había dado origen a las teorías de John Locke, Swift y Bolingbroke). Prominentes autores de la Ilustración francesa, como Jean-Jacques Rousseau, o de la Independencia de los Estados Unidos, como Alexander Hamilton y Thomas Jefferson, también teorizaron sobre el particular. Montesquieu define el «poder» a la vez como función y como órgano. La admiración que profesa al sistema político británico (que interpreta como una independencia entre poderes ejecutivo, legislativo y judicial, encarnado cada uno en rey –es decir, en su gobierno–, parlamento y tribunales), ha sido matizada por otros autores, que la consideran exagerada, al ser en realidad una relación con vínculos muy estrechos.
Según la visión ilustrada, el Estado existe con la finalidad de proteger a las personas de otras personas. La persona, entonces, sacrifica una completa libertad por la seguridad de no ser afectadas en su derecho a la vida, la integridad, la libertad y la propiedad. Sin embargo, la existencia de ese Estado no garantiza la defensa de los derechos de la persona. En efecto, muchas veces la persona se encuentra protegida contra otras personas, más no contra el propio Estado, el cual podría oprimirlo impunemente mediante las facultades coercitivas que le ha otorgado la propia colectividad.
Al momento de su formulación clásica, las funciones del Estado consideradas como necesarias para la protección del ciudadano eran fundamentalmente las de dar las Leyes, la de poner en práctica estas leyes en forma general y más particularmente, con la finalidad de resolver conflictos y la administración del aparato de gobierno, funciones que durante el Antiguo Régimen eran monopolizadas en la sola entidad de la monarquía absolutista a la cual se le atribuía la práctica del despotismo.
El propósito de esta distinción es evitar que una sola persona o un grupo restringido de personas se concentre excesivamente en sus manos todos los poderes del estado: «para que no se pueda abusar de este [el poder], hace falta disponer las cosas de tal forma que el poder detenga al poder».
Su objetivo es establecer la libertad; que será más capaz de ser efectiva en un sistema moderado. La separación de poderes es, por lo tanto, un medio para este fin.
Por lo tanto, propone distribuir los poderes a diferentes órganos, de modo que los poderes de algunos limiten los poderes de otros. Dado que estos organismos pueden tener intereses no convergentes, él cree que los derechos de las personas están mejor garantizados. El establecimiento de un régimen despótico también se vuelve más difícil.
Repitiendo a John Locke, él opera una distinción tripartita llamada Trias Política:
- Retiene la función legislativa, ejercida por el Poder Legislativo (puissance législative, potencia legislativa), proponiendo, como en Inglaterra, un solo parlamento nacional con dos cámaras que representen dos cuerpos: la nobleza y el pueblo;
- Fusiona los poderes federativo y ejecutivo de Locke, ejercidas por el Poder Ejecutivo (puissance exécutrice, potencia ejecutiva), el monarca;
- Considera una tercera función: el Poder Judicial (puissance de juger, potencia de juzgar), que no debe identificarse con un determinado cuerpo social y que debe aplicar la ley y no expresar una opinión particular.

La primera vez que se consideró como poder del Estado a la potestad de la función judicial, en las cosas que dependen del derecho civil, fue en este párrafo de Montesquieu:

En cada Estado existen tres clases de poderes: la potencia legislativa, la potencia ejecutiva de las cosas que proceden del derecho de gentes y la potencia ejecutiva de aquellas que dependen del derecho civil.

En virtud de la primera, el Príncipe o Magistrado hace leyes transitorias o definitivas, y corrige o abroga las existentes. Por la segunda, hace la paz o la guerra, envía o recibe embajadas, establece la seguridad pública y previene las invasiones. Por la tercera, castiga a los criminales, o determina las disputas que surgen entre los particulares. Se dará a esta última el nombre de potencia de juzgar, y la otra, simplemente, la potencia ejecutiva del Estado.
Montesquieu, El espíritu de las leyes, Libro XI.

Se le llama poder judicial, no porque juzga según la ley y hace ejecutar lo juzgado, eso no sería poder sino facultad, sino porque se le supone a la judicatura tener un poder de resistencia a las injerencias del poder ejecutivo o el legislativo en la propia función jurisdiccional. Lo cual presupone la necesidad de una corporación judicial independiente.
Cuando Montesquieu reinterpretó de este modo a John Locke, ya había sido dictada el Acta de Establecimiento de 1701, que garantizaba la continuación de los jueces ingleses que observasen buena conducta. Quiso afirmar la independencia de la judicatura francesa con dos variaciones en la doctrina de Locke: si la función del ejecutivo era aplicar las leyes, este poder pertenece a los jueces, y si el poder federativo garantizaba la paz externa por la fuerza de defensa interna, este poder pertenece al Gobierno. El propio Montesquieu aclaró que el llamado poder judicial no era una potencia comparable a la de legislar o gobernar. Es más, Montesquieu denominó a la potencia judicial como nula, en el sentido de poder político: «De las tres potencias de que hemos hablado, la de juzgar es en cierto modo nula».
Alexander Hamilton expresó la diferencia en El Federalista n.º 78: «El judicial, debido a la naturaleza de sus funciones, será siempre el menos peligroso para los derechos políticos de la constitución; porque su situación le permitirá estorbarlos o perjudicarlos en menor grado que los otros poderes». Añadiendo que la limitación de estos poderes «solo puede mantenerse en la práctica a través de los tribunales de justicia cuyo deber ha de ser el de declarar nulos todos los actos contrarios al sentido evidente de la Constitución».
No se trataba de concebir el poder judicial como un poder moderado y neutral. Ningún poder puede ser absolutamente neutral, aunque lo pretenda, sin dejar de ser en absoluto poder. Lo sustancial de la doctrina de separación de poderes, en lo referente al judicial, consiste en que no habrá poder judicial alguno si este no tiene el control de la constitucionalidad de las leyes y reglamentos. Y eso no se consigue por el hecho de que la Constitución invente un Tribunal Constitucional ad hoc, donde sus miembros son elegidos y pueden ser revocados por el legislativo, el ejecutivo o por los partidos políticos. Montesquieu especificó que la independencia del poder judicial debe ser real y no meramente aparente. Se considera que el judicial es probablemente el menos peligroso de los poderes.
Montesquieu argumenta que cada Poder debe ejercer sólo sus propias funciones y que deben ser independientes al estar separados en origen, fue bastante explícito aquí:

Cuando en la misma persona o en el mismo cuerpo de magistrados, la potencia legislativa y la potencia ejecutiva están reunidas, no puede haber libertad; porque se puede temer que el mismo monarca o senado pueda hacer leyes tiránicas, para ejecutarlas tiránicamente.

De nuevo, no hay libertad, si la potencia de juzgar no está separada de la potencia legislativa y de la ejecutiva. Si estuviese unida a la potencia legislativa, el poder sobre la vida y la libertad de los ciudadanos sería arbitrario; debido a que el juez sería un legislador. Si se uniera a la potencia ejecutiva, el juez podría tener la fuerza de un opresor.
Todo estaría perdido, si el mismo hombre, o el mismo cuerpo principal, ya sea de los nobles, o del pueblo, ejerciera estos tres poderes: el de hacer las leyes, el de ejecutar las resoluciones públicas, y el de juzgar los crímenes o las diferencias entre los particulares.
La potencia ejecutiva debe estar en manos de un monarca, porque esta parte del gobierno, que requiere casi siempre la necesidad de una acción inmediata, está mejor administrada por uno que por varios; mientras que lo que depende de la potencia legislativa está mejor ordenada por varios que por uno.

Pero si no hubiera monarca y la potencia ejecutiva fuera confiada a un cierto número de personas sacadas del cuerpo legislativo, no habría ya libertad, porque las dos potencias estarían unidas, ya que las mismas personas tendrían a veces, y podrían siempre tener, parte en una y en la otra.
Montesquieu, El espíritu de las leyes, Libro XI

El principio de separación del poder político en el Estado fue implementado por los federalistas norteamericanos (James Madison, Alexander Hamilton, John Jay) que siguieron las huellas de la separación de poderes de Locke, del equilibrio de poderes de Bolingbroke y de la balanza de poderes de Montesquieu. Su expresión más fuerte hasta la actualidad se incorporó en la Constitución de los Estados Unidos, redactada en 1787 y promulgada en 1789. Esta constitución separa claramente los poderes del estado federal en tres ramas: Ejecutiva (el presidente), Legislativa (el Congreso) y Judicial (las cortes federales). También incluye un sistema riguroso de controles y equilibrios. Si una rama excede su autoridad sobre los demás o actúa en contra del interés nacional, las otras ramas pueden verificar (bloquear) sus acciones.
En contraste con los Estados Unidos, los demás países con forma de gobierno presidencial no han aplicado un sistema de separación y equilibrio de poderes de manera pura y estricta, muchos países que han adoptado una «separación» de poderes, especialmente en América Latina, han sufrido inestabilidad y constantes dictaduras, en estos casos hay una aparente separación porque hay elecciones separadas para el ejecutivo y legislativo, formalmente, separación de derecho, pero de hecho no hay equilibrio de poderes, algunas Constituciones latinoamericanas fueron redactadas bajo un régimen dictatorial otorgando más poder y agilidad al ejecutivo o implementando un mal diseño de las relaciones entre poderes causando un desbalance a favor de uno, además de la existencia de la delegación de poderes legislativos y la falta de un sistema electoral que garantice una eficaz representación política en las Asambleas legislativas, en varios de los estados presidenciales el jefe de Estado tiene a su disposición varias normas con fuerza ley y están muy a menudo facultados con poderes legislativos durante una parte de su mandato, en conjunto estos defectos en los diseños constitucionales van generando una constante erosión democrática.

## Controles y contrapesos
Los Controles y contrapesos, también conocidos como Controles y equilibrios, Pesos y contrapesos, Frenos y contrapesos, Frenos y contrafrenos o Controles y balances, (en inglés: Checks and Balances), son relaciones mutuas de autoridad que les permite a los Poderes controlarse unos a otros y resistir reciprocas intromisiones, limitando a todos dentro de sus propias esferas. El propósito de estos mecanismos es inducir a que las ambiciones de un poder vigilen a las ambiciones de los otros poderes, llegando así a un estado constante de enfrentamiento dejando como resultado que ninguno acumule suficiente poder para ser predominante y pueda limitar o reducir la libertad política y los derechos de las personas. Estos mecanismos están diseñados para mantener el sistema constitucional garantista de la libertad por medios empíricos en lugar de depositar confianza en que los políticos no abusen de su poder; se basa en la idea de que no es suficiente separar los poderes y garantizar su independencia, sino dar a los poderes políticos los medios para defender sus propias facultades de las intromisiones de otro poder.

¿A Qué expediente recurriremos entonces para mantener en la práctica la división necesaria del poder entre los diferentes departamentos, tal como la estatuye la Constitución? La única respuesta que puede darse es que como todas las precauciones de carácter externo han resultado inadecuadas, el defecto debe suplirse, al diseñar la estructura interior del gobierno de tal modo que sus distintas partes constituyentes puedan, por sus relaciones mutuas, ser los medios de conservarse unas a otras en su sitio.
James Madison, El Federalista n.º 51

Estas relaciones de poder garantizan que los poderes políticos del Estado, ejecutivo y legislativo, tengan la misma fuerza (co-iguales), es decir, estar equilibrados, de modo que puedan limitarse unos a otros. Es una práctica encontrada en varias formas de gobierno incluidas la que cuentan con el principio de separación de poderes. Los «controles» se refieren a la capacidad, el derecho y la responsabilidad de cada poder de supervisar las actividades de los demás; «equilibrios» se refiere a la capacidad de cada entidad para usar su autoridad para limitar los poderes de los demás, ya sea en alcance general o en casos particulares. Este principio, que fue reavivado por Montesquieu en la Ilustración (en El espíritu de las leyes, De l'esprit des lois, 1748), bajo esta influencia fue implementado en 1787 en la Constitución de los Estados Unidos.
Los controles y equilibrios, son utilizados bajo formas de gobierno donde no existe separación de poderes, como en los sistemas parlamentarios mediante el ejercicio de la prerrogativa del parlamento de adoptar una moción de censura contra un gobierno; el gobierno, o el gabinete, a su vez, ordinariamente pueden disolver el parlamento, pero a diferencia del sistema presidencial estos controles y equilibrios no cumplen su función apropiadamente, debido a que el gobierno, el cual emana del partido político con mayoría en el parlamento, es el encargado de ser su contrapeso, y a su vez el parlamento es el encargado de hacer contrapeso contra el gobierno que nombró.
Esta desventaja del sistema parlamentario fue observado por el general Charles de Gaulle, durante el parlamentarismo de la Cuarta República Francesa antes del establecimiento de la Constitución de la Quinta República Francesa.

Del Parlamento, compuesto por dos Cámaras y que ejerce el poder legislativo, huelga decir que el poder ejecutivo no puede proceder, so pena de culminar en una confusión de poderes en la que el Gobierno pronto sería nada más que una asamblea de delegaciones. Sin duda habrá sido necesario, durante el período de transición en el que nos encontramos, elegir por la Asamblea Nacional Constituyente al Presidente del Gobierno Provisional, ya que, en el borrón y cuenta nueva, no había otro método aceptable de designación. Pero solo puede ser una disposición del momento. En verdad, la unidad, la cohesión, la disciplina interna del Gobierno de Francia deben ser cosas sagradas, so pena de ver rápidamente la misma dirección del país se volverá impotente y desautorizada. Pero, ¿cómo se mantendría esa unidad, esa cohesión, esa disciplina a largo plazo si el poder ejecutivo emana del otro poder al que debe de hacer equilibrio, y si cada miembro del Gobierno, que es responsable colectivamente ante la toda la representación nacional, es, en su puesto, solo el mandatario de un partido?
Charles de Gaulle, discurso de Bayeux

En Inglaterra, el Parlamento es supremo, y las leyes aprobadas por él no están sujetas a revisión por parte de los tribunales por constitucionalidad. En Francia, bajo la Quinta República (1958), un Consejo Constitucional de nueve miembros (nombrado por nueve años por el presidente, el Senado y la Asamblea Nacional) revisa la constitucionalidad de la legislación. La República Federal de Alemania combina características de los sistemas parlamentarios y de los sistemas federales como el de los Estados Unidos. Concede el derecho de declarar una ley inconstitucional en el Tribunal Constitucional Federal (1951).
Este término proviene del constitucionalismo anglosajón, pero, como la propia separación de poderes, es generalmente atribuido a Montesquieu. Cuanto más se aproxime un país al sistema presidencial, más controles existirán entre las distintas ramas del poder. Los constitucionalistas anglosajones encuentran su origen en la Carta Magna, aplicándose en la práctica en las luchas entre la monarquía y el parlamento en las guerras civiles inglesas del siglo XVII. Montesquieu, en el siglo XVIII, realizó más bien la formulación teórica de lo que los ingleses habían aplicado en la práctica el siglo anterior.

### Evolución histórica

#### Antigua República romana
La República romana temprana estaba gobernada por terratenientes ricos que formaban una clase gobernante. Se turnaron para servir como senadores en el gobierno, y también estaban a cargo de la dirección militar para la protección de la república. La gente común, o plebeyos, en la República sirvió a la clase dominante como obreros, constructores, soldados y muchos otros trabajos necesarios. Sin embargo, el Senado aprobó con frecuencia leyes que promovían los intereses de la clase dominante a expensas de la plebe. Finalmente, los plebeyos en el ejército, al darse cuenta de que eran una parte esencial de la protección de Roma, se declararon en huelga, comprometiéndose a no trabajar para un país que no protegía sus intereses, así como el de la clase dominante.
Esto condujo a la creación de un conjunto de leyes, conocidas como la Ley de las XII Tablas, que gobernaban por igual a todos los ciudadanos romanos y la creación de los Tribunos de la plebe como un contrapoder plebeyo en el interior de la ciudad al poder de los patricios y de los cónsules. Los Tribunos tenían el poder de vetar, detener e impedir las órdenes, los decretos, las levas del cónsul, las decisiones del Senado, las propuestas de ley y las convocatorias a comicios para cualquier fin así como todo acto de los poderes públicos que estuviera en contra del interés de la plebe. Este mecanismo político era un control y equilibrio que impedía la opresión de los ciudadanos comunes por parte de la clase dominante. La justicia que se creó en la República romana fue admirada por la gente a través del Mediterráneo. En los primeros días de la República Romana, se requirió poca fuerza militar y poder policial para expandir el territorio o mantener el orden porque todos los que se familiarizaron con la República clamaron unirse a ella y ayudaron a los ejércitos romanos a deponer a sus propios dictadores.
Los controles y equilibrios en el gobierno romano en la república temprana fueron, por lo tanto, varios. El gobernante era controlado del Senado, que estaba compuesto por la clase terrateniente. El Senado, a su vez, fue controlado por los Tribunos. Finalmente, todos los ciudadanos estaban sujetos a los principios de justicia detallados en la Ley de las XII Tablas.
El declive de la República romana se desarrolló a través de los siglos debido a que la corrupción, la ineptitud política y una ciudadanía laxa permitieron un comportamiento impensable en la fundación. Las reformas de Julio César, mientras restauraban inicialmente muchas de las virtudes y leyes morales de la República primitiva, finalmente condujeron a un poder casi absoluto para el Emperador y, bajo los regímenes corruptos e ineptos de Caligula, Nerón y otros, la Ley ya no se consideraba legítima por los ciudadanos romanos. En lugar de clamar por unirse al Imperio, la gente buscaba rebelarse y escapar de su dominio opresivo.

#### Reino Unido

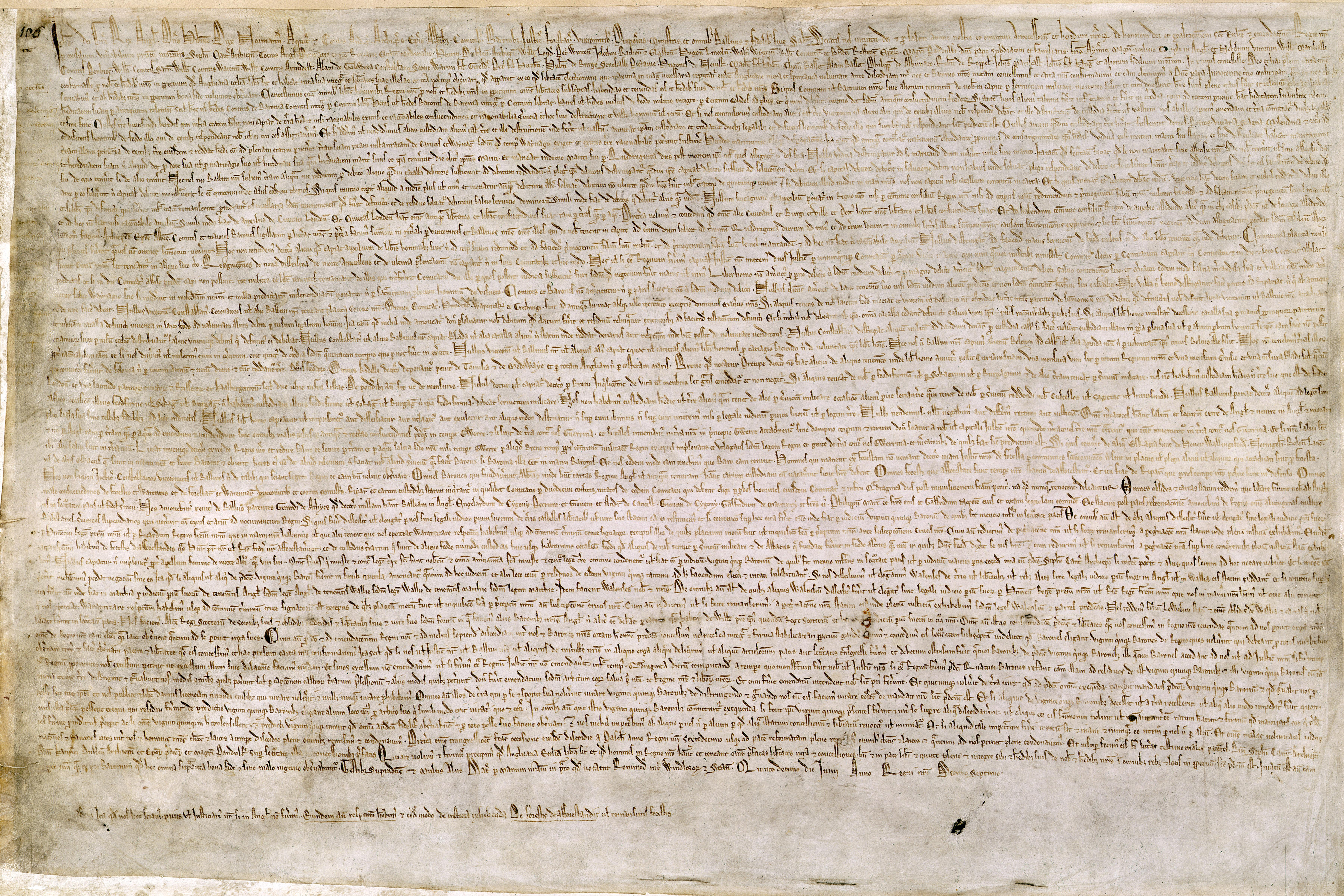
Cotton MS. Augustus II. 106, una de las cuatro ejemplificaciones supervivientes del texto de 1215.

La Carta Magna fue la influencia temprana más significativa en el largo proceso histórico que condujo a la regla del derecho constitucional en la actualidad. Originalmente fue creado debido a desacuerdos entre el papa Inocencio III, el rey Juan, y sus barones ingleses sobre los derechos del rey. La Carta Magna requería que el rey renunciara a ciertos derechos, respetara ciertos procedimientos legales y aceptara que «la voluntad del rey podría estar sujeta a la ley».
La Carta Magna no era, como se cree popularmente, el primer documento que limitaba el poder de un rey inglés por ley (se basaba en parte en la Carta de las Libertades) que estaba diseñado para limitar el poder del rey (en su mayoría no lo hizo en la Edad Media). No era un documento único estático, sino una variedad de documentos a los que se hacía referencia bajo un nombre común. Fue renovado a lo largo de la Edad Media, y más durante los períodos Tudor y Stuart, y los siglos XVII y XVIII. A principios del siglo XIX, la mayoría de las cláusulas habían sido derogadas. La influencia de la Carta Magna fuera de Inglaterra se puede ver en la Constitución y Declaración de Derechos de los Estados Unidos. Casi todos los países de derecho consuetudinario con una constitución han sido influenciados por la Carta Magna, por lo que es uno de los documentos legales más importantes en la historia.
La Separación de Poderes no está implementada en el Reino Unido, al igual que en muchos Estados Europeos debido a su forma de gobierno parlamentaria, El Ejecutivo proviene de la Legislatura y está subordinado a su voluntad, aunque la concentración de poderes es mayor en los Estados parlamentarios con el sistema de elección proporcional, en este caso es el Ejecutivo quien designa a los legisladores y dependiendo del país estos mismos designan a los jueces, por el motivo de que es el líder del partido político el que hace las listas para las elecciones y designa en estas a los futuros legisladores que en muchos casos designan su líder como jefe de Gobierno. En el sistema parlamentario con el sistema electoral mayoritario dado que el Ejecutivo se extrae del liderazgo del partido dominante en el parlamento, la disciplina de partido a menudo resulta en una situación de facto de control ejecutivo de la Legislatura. En el Parlamentarismo a menudo no es posible un pleno control por responsabilidad política del gobierno debido a que provienen de la mayoría del legislativo encargada de controlarlos, una situación imposible en el presidencialismo.
El primer ministro es el jefe del gobierno del Reino Unido. Como tal, dirige el gabinete (el ejecutivo). Además, dirige el partido político con mayoría en la Cámara de los Comunes. Ejerce poderes legislativos y ejecutivos significativos. El primer ministro guía el proceso legislativo de la Cámara de los Comunes, con el objetivo de promulgar la agenda legislativa de su partido político. En calidad de ejecutivo, el primer ministro nombra y remueve a todos los demás miembros y ministros del gabinete, y coordina las políticas y actividades de todos los departamentos gubernamentales y el personal de la administración pública. El primer ministro también actúa como la «cara» y «voz» pública del Gobierno de Su Majestad, tanto en el país como en el extranjero. Únicamente por recomendación del primer ministro, el Soberano ejerce muchos poderes legales y prerrogativas, incluidos altos nombramientos eclesiásticos judiciales, políticos, oficiales y de la Iglesia de Inglaterra; la concesión de títulos nobiliarios y algunas caballerías, condecoraciones y otros honores importantes.
Antes de 2009, la Cámara de los Lores ejercía varias funciones judiciales, fue el más alto tribunal de apelación para asuntos civiles en el Reino Unido y para asuntos penales para Inglaterra, Gales e Irlanda del Norte. Estas apelaciones eran escuchadas por los Lords of Appeal in Ordinary, quienes, en efecto, eran un comité de la Cámara de los Lores. Esto significa que el más alto tribunal de apelación era parte de la Cámara de los Lores y por lo tanto parte de la legislatura. En ocasiones, varios secretarios locales han tomado decisiones que en otros países son Judiciales, como la liberación o la detención continua de prisioneros. Por lo tanto, se puede ver que en el Reino Unido los tres poderes no están separados, sino que están entrelazados, son una separación de funciones del poder único del Parlamento y a la vez una fusión de poderes. La soberanía parlamentaria es el concepto en la ley constitucional británica de que un parlamento tiene autoridad máxima sobre todos los asuntos de gobierno, incluido el monarca y los tribunales; esto está en oposición directa al concepto de separación de poderes.
La Parte 3 del Acta de Reforma Constitucional británica de 2005, que entró en vigor el 1 de octubre de 2009, abolió las funciones judiciales de la Cámara de los Lores y las transfirió a un nuevo órgano, la Corte Suprema del Reino Unido, aunque no tiene poder de nulificar las leyes del parlamento como en Estados Unidos, ayuda a disolver parcialmente la fusión de poderes del Estado ya que ahora el Lord Canciller no es miembro de las ramas ejecutiva, legislativa y judicial del Estado; y la  Cámara de los Lores ya no incluye jueces superiores. Diez de los Jueces iniciales de la Corte Suprema fueron diez de los doce Lores de Apelación en Ordinario existentes en ese momento.

#### Estados Unidos

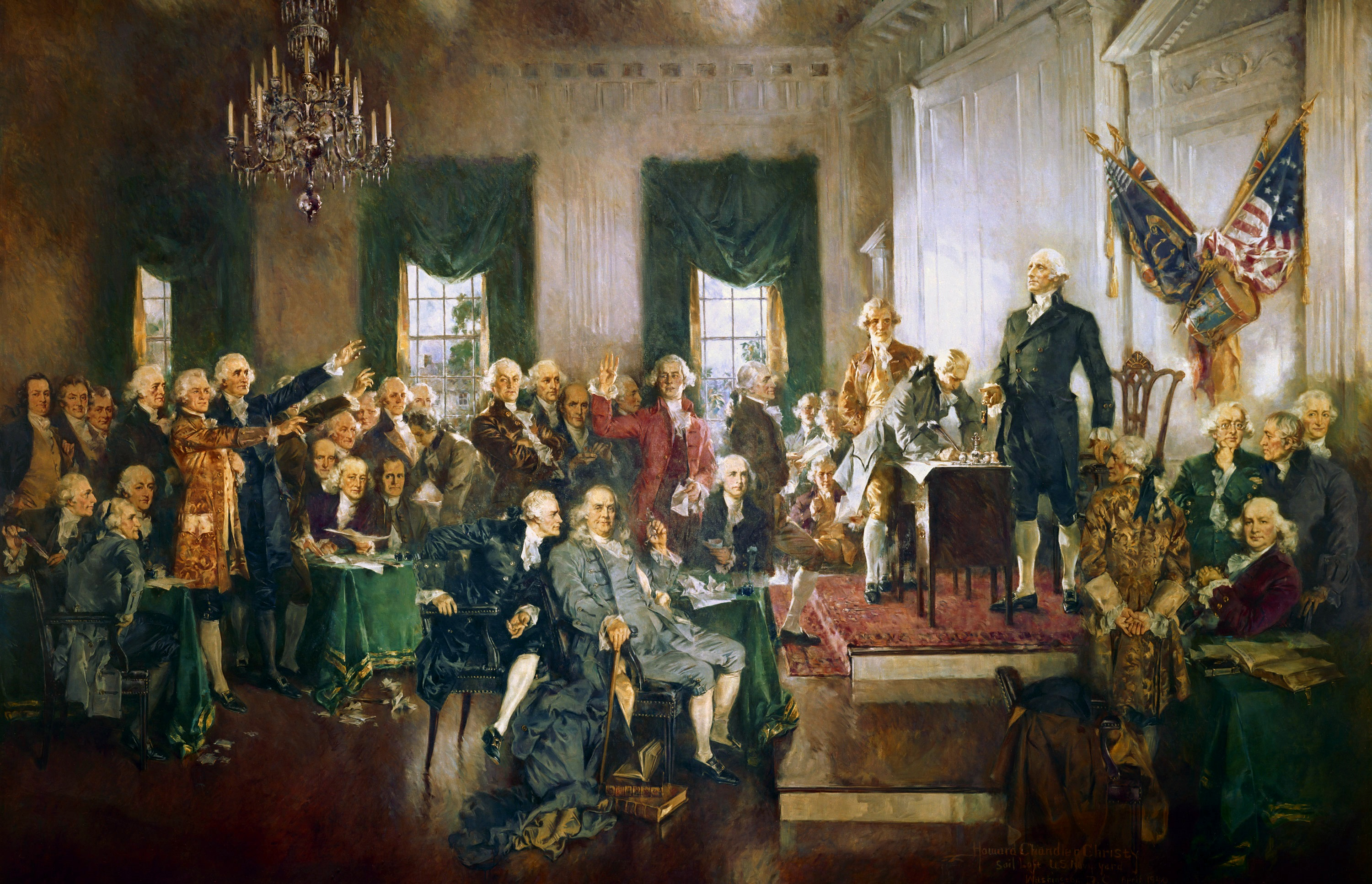
Firma de la Constitución de Estados Unidos, 17 de septiembre de 1787.

Al redactar la Constitución de los Estados Unidos, los redactores incluyeron características de muchos conceptos novedosos, incluidas lecciones históricas duramente aprendidas sobre los controles y equilibrios del poder y el entonces nuevo concepto de la separación de poderes. Como colonias de Gran Bretaña, los padres fundadores consideraron que los Estados americanos habían sufrido un abuso del amplio poder del parlamentarismo y la monarquía. Como remedio, la Constitución estadounidense limita los poderes del gobierno federal a través de varios medios, en particular al dividir las funciones y separar en origen el poder del Estado entre tres ramas, cada rama controla las acciones de los demás y equilibra sus poderes de alguna manera.

La acumulación de todos los poderes, legislativos, ejecutivos y judiciales, en las mismas manos, sean estas de uno, de pocos o de muchos, hereditarias, autonombradas o electivas, puede decirse con exactitud que constituye la definición misma de la tiranía.
James Madison, El Federalista n.º 47

En la Constitución de los Estados Unidos, el Artículo I, Sección I, estatuye: «Todos los poderes legislativos aquí otorgados corresponderán a un Congreso de los Estados Unidos, que se compondrá de un Senado y una Cámara de Representantes». El Artículo II, Sección I, estatuye: «El Poder ejecutivo se depositara en un Presidente de los Estados Unidos de América». El Artículo III, Sección I, estatuye: «El Poder judicial de los Estados Unidos se depositará en una Corte Suprema y en las Cortes inferiores que el Congreso instituya y establezca en lo sucesivo».
El sistema presidencial adoptado por la Constitución de los Estados Unidos obedece al equilibrio de poderes buscado, y no encontrado, por la Monarquía constitucional. El pueblo nombra sus representantes para que se reúnan periódicamente en un cuerpo legislativo, y, como no hay un monarca, el pueblo mismo elige a un ciudadano para que desempeñe, también periódicamente, las funciones ejecutivas del Estado. La elección directa del jefe del Estado o del poder ejecutivo es una consecuencia inevitable de la libertad política del pueblo, entendida como capacidad de nombrar y deponer a sus gobernantes. Solamente esta elección separada de la persona que ha de cumplir las funciones que la Constitución atribuye al presidente del gobierno, tan distinta por su naturaleza, y por su función, de la elección de representantes de los electores, permite que el poder ejecutivo pueda ser controlado por el legislativo y sometido a las exigencias de la responsabilidad política.
La Legislatura se mantiene vigilante del ejecutivo debido a la representación política de los electores en distritos electorales de elección directa, resultando en que muchas veces los representantes, por propio interés de ser reelegidos, voten en contra de tratados o medidas hechas por el presidente que puedan contradecir a los intereses de sus distritos electorales a pesar de que el presidente de turno sea de su mismo partido político.

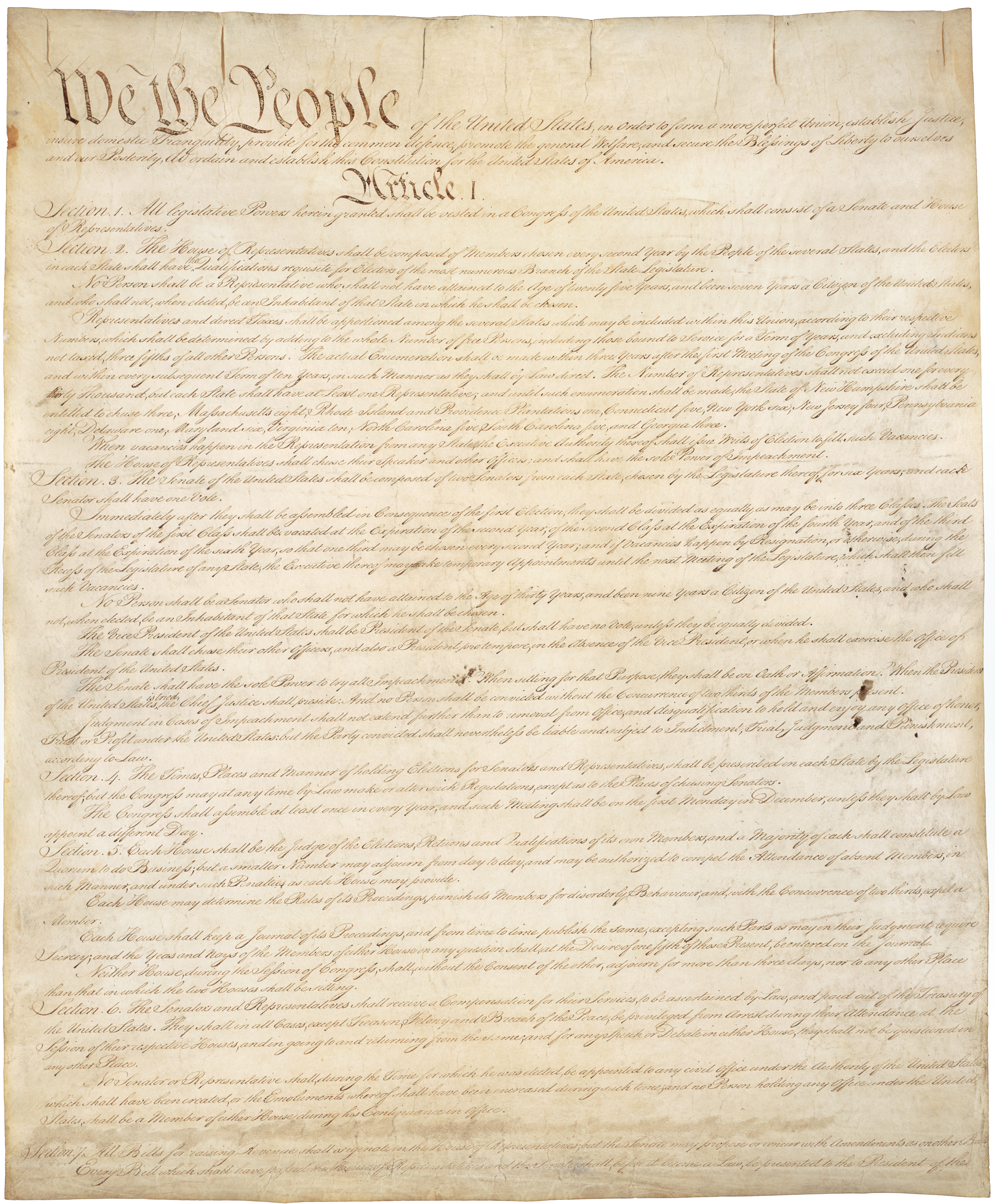
Página uno de la copia original de la Constitución de Estados Unidos.

El juez Louis D. Brandeis de la Corte Suprema de los Estados Unidos resumió la justificación de la Separación de poderes en su opinión disidente en el caso Myers contra Estados Unidos de 1926, el juez Brandeis escribió:

La doctrina de la separación de poderes fue adoptada por la Convención de 1787, no para promover la eficiencia sino para impedir el ejercicio del poder arbitrario. El propósito no era evitar la fricción sino, por medio de la inevitable fricción incidente a la distribución de los poderes gubernamentales entre tres departamentos, salvar al pueblo de la autocracia.

En los años posteriores a la independencia de los Estados Unidos, hubo casos de usurpación de poderes entre los diversas ramas políticas en los Estados de la unión, principalmente debido a que diversas constituciones Estatales no proveían a los distintos poderes del estado los medios suficientes para defenderse si otro poder tratase de ejercer sus funciones, estos casos fueron expuestos detalladamente por James Madison en El Federalista n.º 48 en el que argumenta que para que los poderes se mantuviesen separados de manera perpetua, era necesaria pequeñas conexiones entre estos para frenar las reciprocas intromisiones, estas conexiones son conocidas como Pesos y Contrapesos los cuales Madison expone su implementación en El Federalista n.º 51.
Aunque cada Poder federal ha tratado frecuentemente de sobrepasar sus facultades, la separación de poderes, junto con los controles y equilibrios, ha creado un gobierno estable desde la fundación de la república constitucional federal resultando en uno de los pocos países en el mundo que nunca han caído bajo una dictadura o la tiranía. El sistema de controles y equilibrios es en cierta medida un factor de disuasión porque cualquier toma de poder se ve menoscabada por la capacidad de las otras dos ramas para tomar medidas correctivas.

##### Controles y equilibrios en el gobierno federal

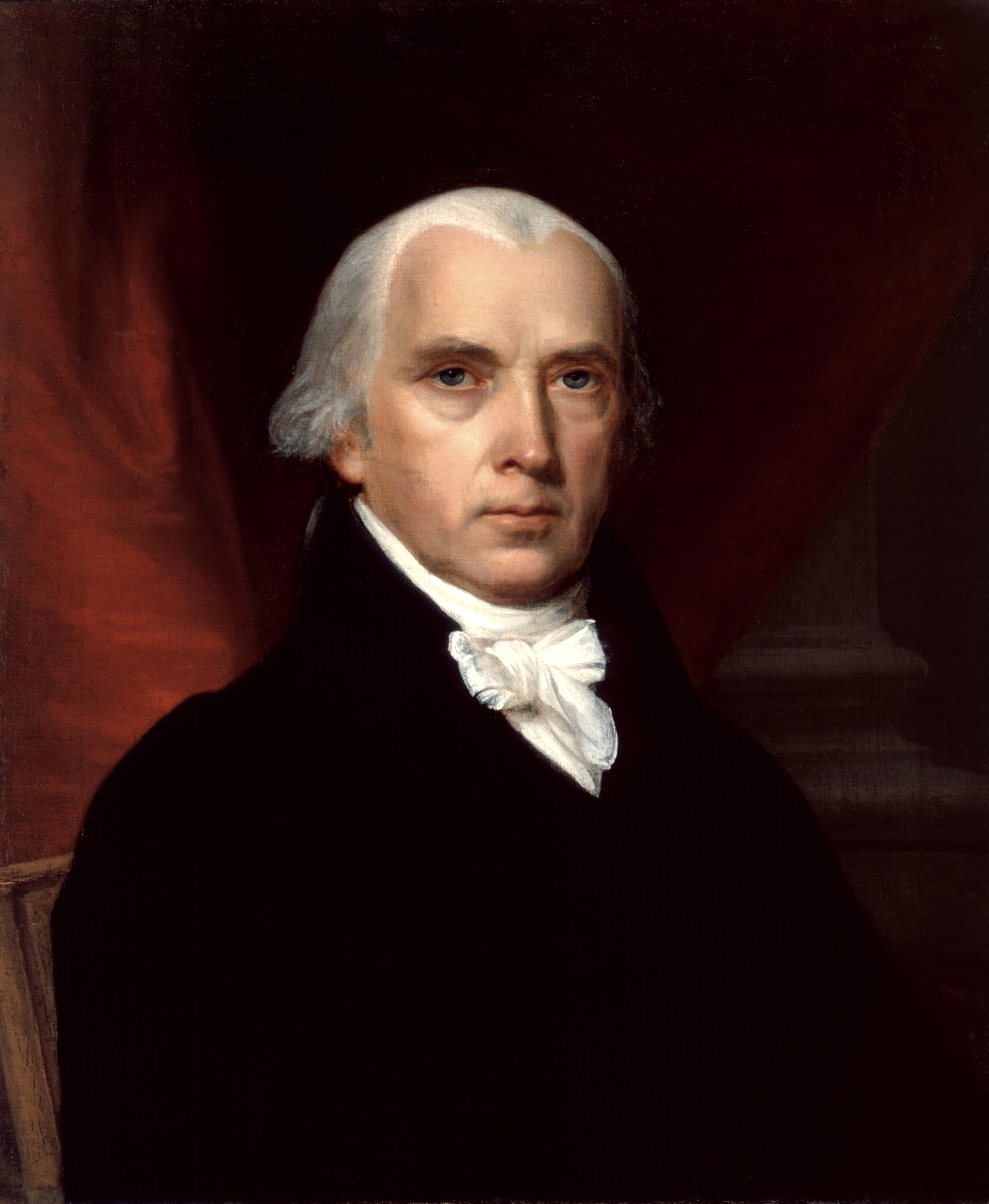
James Madison es considerado uno de los más influyentes de los «Padres fundadores de los Estados Unidos» por su contribución a la redacción de la Constitución de los Estados Unidos y a la Carta de Derechos de los Estados Unidos, a tal punto que es apodado «El Padre de la Constitución».

James Madison argumentaba que en una república, al regir el principio representativo del pueblo y no el dominio del estado, el legislativo resultaba predominante al ser el órgano que representa los intereses diversos y cambiantes de la población. Ese predominio era inconveniente para alcanzar el equilibrio frente al Poder ejecutivo, y por lo tanto el órgano legislativo debe ser dividido en diferentes ramas (Senado y Cámara de representantes), ambas con igual importancia ya que no se aprobara una ley o destituye a un funcionario sin su mutua aprobación, pero no era suficiente, ya que el poder ejecutivo conferido al presidente se consideraba débil ya que no puede actuar fuera de las leyes del órgano legislativo, al ser solo ejecutor de aquellas, no tenía potestad autoorganizativa, los cuerpos administrativos bajo su liderazgo operaban también acorde a ley y no podía nombrar funcionarios unilateralmente, todos resultado de la necesaria división de funciones ejecutivas y legislativas, controles por parte del Congreso, ya que el ejercicio absoluto y unilateral de estos poderes se prestaría a la corrupción y al nepotismo. Para reforzar al Presidente y alcanzar el equilibrio frente al Congreso se le concedió el veto, dándole capacidad negociadora y un arma para defenderse del órgano legislativo, pero al ser un sistema republicano el veto no podía ser absoluto, así que el Congreso podía superarlo y promulgar la ley con la insistencia de dos tercios de ambas cámaras, evitando el abuso presidencial del veto contra una política que cuente con amplía mayoría, bajo este sistema queda sustancialmente disminuida la posibilidad de aprobación de leyes que no cuenten con una estable aprobación mayoritaria, que dañen a las minorías, que desestabilicen la economía, o que ataquen al ejecutivo  al debilitar y desnaturalizar sus poderes mediante su reglamentación por parte de una oposición congresal perniciosa.

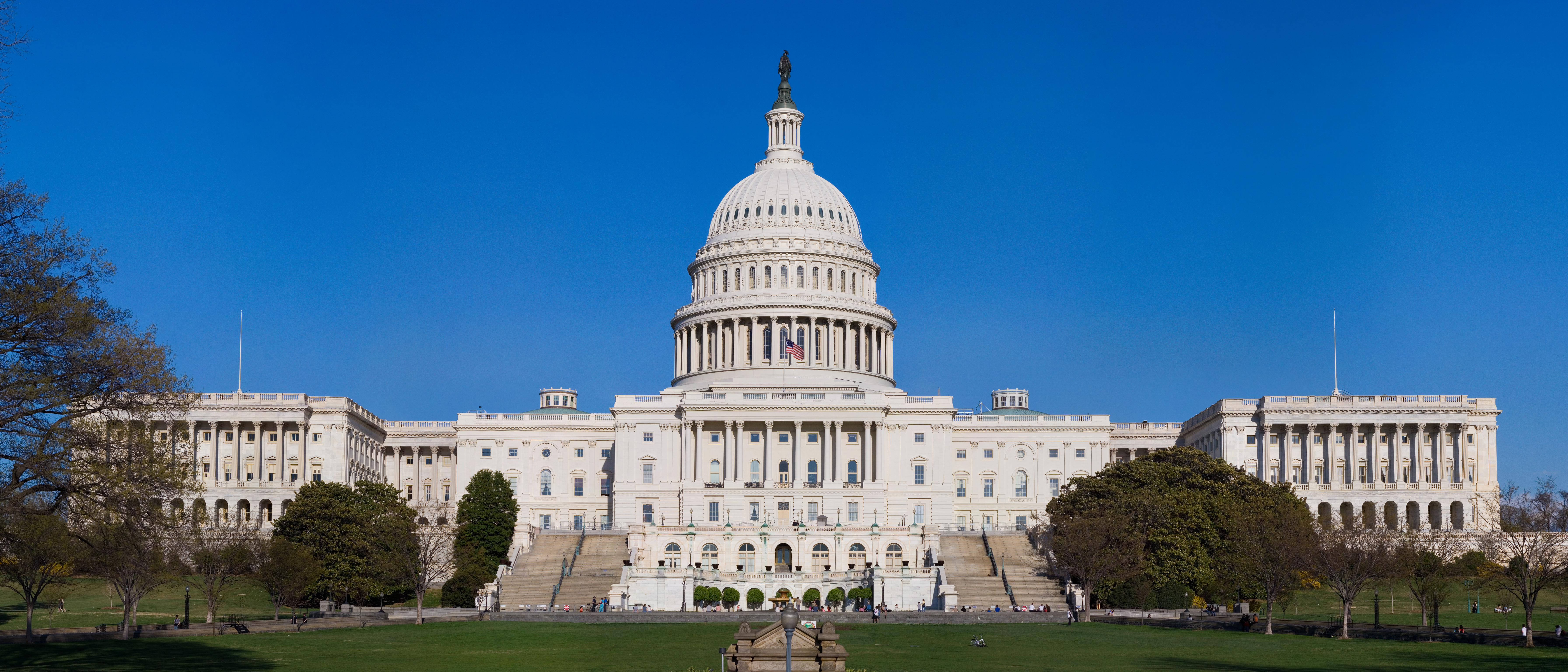
La legislatura bicameral de los Estados Unidos se encuentra en el Capitolio, un edificio con dos alas. El ala norte (izquierda) alberga al Senado, mientras que el ala sur (derecha) alberga la Cámara de Representantes.

En el gobierno republicano predomina necesariamente la autoridad legislativa. El remedio de este inconveniente consiste en dividir al legislativo en ramas diferentes; y hacerlas, por diferentes modos de elección y diferentes principios de acción, tan poco conectadas entre sí como lo permita la naturaleza de sus funciones comunes y su dependencia común de la sociedad. Inclusive puede ser indispensable tomar todavía otras precauciones para defenderse de peligrosas usurpaciones. De la misma manera que el peso de la autoridad legislativa requiere que se divida en la forma que explicamos, la debilidad de la ejecutiva puede exigir, en cambio, que se la fortifique.
James Madison, El Federalista n.º 51

La Cláusula de impuestos y gastos de la Constitución da al Congreso el poder del control del dinero (The Power of the purse) el cual juega un papel fundamental en la relación entre el Congreso y el Presidente, y ha sido la principal herramienta histórica mediante la cual el Congreso ha limitado el poder ejecutivo. Uno de los ejemplos más destacados es la Ley de Asistencia Extranjera de 1974, que eliminó todos los fondos militares para el gobierno de Vietnam del Sur y, por lo tanto, puso fin a la Guerra de Vietnam. Otros ejemplos recientes incluyen limitaciones en la financiación militar impuestas al Presidente Ronald Reagan por el Congreso, lo que condujo a la retirada de los marines estadounidenses del Líbano.
Los tribunales controlan a través de la revisión judicial tanto el poder ejecutivo como el legislativo, así como los departamentos ejecutivos y agencias. Este concepto no está escrito en la Constitución, pero fue previsto por muchos de los redactores de la Constitución (por ejemplo, The Federalist Papers lo menciona). La Corte Suprema sentó un precedente para la revisión judicial en Marbury contra Madison en 1803.
Una percepción errónea común es que la Corte Suprema es el único tribunal que puede determinar la constitucionalidad y que su interpretación se limita al caso concreto; El control de constitucionalidad y legalidad, que caracterizan la revisión judicial, es ejercido por todas las Cortes y muchas veces ejercen la interpretación en abstracto, mediante la impugnación facial, en la que el demandante alega que la norma siempre es inconstitucional, se contrasta con una impugnación según la aplicación, que alega que una aplicación particular de una ley es inconstitucional. El sistema judicial se rige por el principio de stare decisis por lo cual las cortes siguen el precedente de una instancia superior, por lo cual las sentencias de una Corte de Apelaciones son vinculantes únicamente en las cortes del circuito que tiene jurisdicción y las sentencias de la Corte Suprema son vinculantes en todas las Cortes del país y debido a esto sus sentencias de inconstitucionalidad o ilegalidad a pesar de que se limitan al caso concreto indirectamente afectan a todos los casos futuros en las instancias inferiores. Lo mismo sucede en la justicia cautelar, donde todos los tribunales tienen, mediante la national injunction, el poder de ordenar por sospecha de inconstitucionalidad o ilegalidad, la rápida suspensión cautelar, con efectos generales si hubiere necesidad, no simplemente de actos administrativos sino también de órdenes ejecutivas del presidente o de las leyes del Congreso, en efecto prohibiendo a todos los funcionarios del gobierno federal su cumplimiento bajo pena de desacato, siempre pudiendo las partes del caso presentar una apelación contra las medidas o sentencias llegando por último a la Corte Suprema. El poder judicial de revisión judicial junto con las injunctions son de empleo generalizado para exigir que los funcionarios del gobierno cumplan con la Constitución y las leyes. La independencia judicial se mantiene mediante nombramientos de por vida que hace desaparecer bien pronto toda sensación de dependencia del juez respecto de la nominación presidencial, con retiro voluntario y un alto umbral de destitución por parte del Congreso, la estabilidad de la remuneración de los jueces y por la independencia administrativa y presupuestaria garantizada por la Oficina administrativa de las Cortes de los Estados Unidos y la Conferencia Judicial de los Estados Unidos.
Otros controles y equilibrios incluyen la destitución de los funcionarios ejecutivos y judiciales por parte del Congreso, y el presidente necesita del consentimiento del Senado para ratificar tratados y para completar el nombramiento de los funcionarios federales.
A partir de 1932, el Congreso de los Estados Unidos ejerció el llamado veto legislativo. Las cláusulas en ciertas leyes calificaron la autoridad de la rama ejecutiva para actuar al hacer actos específicos sujetos a desaprobación por el voto mayoritario de una o ambas cámaras. En 1983, en un caso relacionado con la deportación de un extranjero, el Tribunal Supremo de EE. UU. Sostuvo que los vetos legislativos eran inconstitucionales (la Cámara de Representantes había anulado la suspensión del Departamento de Justicia de la deportación del extranjero). La decisión afectó las cláusulas de unas 200 leyes que cubren una amplia gama de temas, incluidos los poderes de guerra presidencial, la ayuda exterior y la venta de armas, la protección del medio ambiente, los intereses del consumidor y otros.
Los redactores de la Constitución de los Estados Unidos, que fueron influenciados por John Locke, Montesquieu y William Blackstone, entre otros, vieron los controles y equilibrios como esenciales para la seguridad de la libertad individual, civil y política en virtud de la Constitución.
John Adams se refirió a los controles y equilibrios, como la afirmación de que «el poder debe oponerse al poder y el interés al interés». Este sentimiento se hizo eco más tarde por la famosa declaración de James Madison de que «La ambición debe ponerse en juego para contrarrestar a la ambición», explicando la separación de poderes y los controles y contrapesos entre estos establecida en la nueva Constitución Federal de Estados Unidos:

Pero la mayor seguridad contra la concentración gradual de los diversos poderes en un solo departamento reside en dotar a los que administran cada departamento de los medios constitucionales y los móviles personales necesarios para resistir las invasiones de los demás. Las medidas de defensa, en este caso como en todos, deben ser proporcionadas al riesgo que se corre con el ataque. La ambición debe ponerse en juego para contrarrestar a la ambición. El interés humano debe entrelazarse con los derechos constitucionales del puesto. Puede ser un reproche a la naturaleza humana, que tales mecanismos deberían ser necesarios para reprimir los abusos del gobierno. pero, ¿qué es el gobierno en sí mismo, sino el mayor de todos los reproches a la naturaleza humana? Si los hombres fuesen ángeles, el gobierno no sería necesario. Si los ángeles gobernaran a los hombres, no sería necesario el control externo ni interno del gobierno. Al enmarcar un gobierno que ha de ser administrado por hombres para los hombres, la gran dificultad reside en esto: primero debes permitir que el gobierno controle a los gobernados; y luego obligarlo a controlarse a sí mismo.

La dependencia del pueblo es, sin duda, el principal control sobre el gobierno; Pero la experiencia ha enseñado a la humanidad la necesidad de precauciones auxiliares. Esta política de abastecer, por medio de intereses rivales y opuestos, la ausencia de mejores métodos, se encuentra en todo el sistema de los asuntos humanos, tanto privados como públicos. Lo vemos particularmente exhibido en todas las distribuciones de poder subordinadas, donde el objetivo constante es dividir y organizar los diversos cargos de manera que cada uno sirva de freno al otro para que el interés particular de cada individuo sea un centinela de los derechos públicos. Estos inventos de la prudencia no son menos necesarios en la distribución de los poderes supremos del Estado.
James Madison, El Federalista n.º 51

Bajo este funcionamiento mecánico, la libertad política de los ciudadanos y las libertades civiles de la sociedad, de las minorías y de las personas serían garantizadas por el juego constitucional de las instituciones políticas, y no por la simple responsabilidad de los hombres de gobierno de las mayorías.
| Órgano                            | Poderes | Contrapoderes    | Contrapoderes | |
| --------------------------------- | --- | ---------------- | --- | --- |
| Poder Legislativo (Congreso)      | Aprueba los proyectos de leyes federales | Presidente       | Puede ejercer el veto, negandose a promulgarlas como ley | |
| Poder Legislativo (Congreso)      | Aprueba los proyectos de leyes federales | Cortes federales | Pueden invalidar leyes por inconstitucionalidad y pueden, por daño inminente, ordenar la suspensión cautelar de sus efectos en todo el país                                                  | |
| Poder Legislativo (Congreso)      | Aprueba los proyectos de leyes federales | Congreso         | Todo proyecto de ley debe ser aprobado en forma idéntica por la mayoría absoluta de ambas Cámaras                                                                                            | |
| Poder Legislativo (Congreso)      | Puede destituir al presidente y a todo funcionario ejecutivo y judicial federal de su cargo por traición, soborno, delito y falta grave (Impeachment)                                                 | Congreso         | Solo la Cámara de Representantes puede acusar, y solo el Senado puede juzgar y destituir al acusado con el voto de ⅔ de sus miembros                                                         | |
| Poder Ejecutivo (Presidente)      | Puede vetar un proyecto de ley aprobado | Congreso         | Puede promulgarla como ley superando el veto por ⅔ de ambas Cámaras | Puede promulgarla como ley superando el veto por ⅔ de ambas Cámaras                                                                                                 |
| Poder Ejecutivo (Presidente)      | Nomina los altos cargos, gabinete, oficiales de las fuerzas armadas, embajadores, inteligencia, jueces federales, directorios de agencias, etc.                                                       | Congreso         | El Senado debe, por mayoría absoluta o en algunos casos cualificada, aprobar públicamente las nominaciónes para que puedan ser sujetos de nombramiento presidencial                          | El Senado debe, por mayoría absoluta o en algunos casos cualificada, aprobar públicamente las nominaciónes para que puedan ser sujetos de nombramiento presidencial |
| Poder Ejecutivo (Presidente)      | Negocia los tratados internacionales | Congreso         | El Senado debe, por ⅔, aprobar públicamente el texto para su posterior ratificación presidencial                                                                                             | El Senado debe, por ⅔, aprobar públicamente el texto para su posterior ratificación presidencial                                                                    |
| Poder Ejecutivo (Presidente)      | Emite órdenes ejecutivas a efecto de ejecutar las leyes y asumir sus obligaciones constitucionales de director de la administración de la rama ejecutiva y comandante en jefe de las Fuerzas Armadas. | Congreso         | Tiene el poder exclusivo de declarar la guerra y autorizar las represalias | |
| Poder Ejecutivo (Presidente)      | Emite órdenes ejecutivas a efecto de ejecutar las leyes y asumir sus obligaciones constitucionales de director de la administración de la rama ejecutiva y comandante en jefe de las Fuerzas Armadas. | Congreso         | Establece las leyes que reglamentan al Gobierno, las Fuerzas Armadas y la administración pública, mientras que también se encarga de fiscalizar e indagar sus actividades                    | |
| Poder Ejecutivo (Presidente)      | Emite órdenes ejecutivas a efecto de ejecutar las leyes y asumir sus obligaciones constitucionales de director de la administración de la rama ejecutiva y comandante en jefe de las Fuerzas Armadas. | Congreso         | Controla mediante ley el gasto federal, pudiendo quitar fondos a programas del gobierno o guerras                                                                                            | |
| Poder Ejecutivo (Presidente)      | Emite órdenes ejecutivas a efecto de ejecutar las leyes y asumir sus obligaciones constitucionales de director de la administración de la rama ejecutiva y comandante en jefe de las Fuerzas Armadas. | Congreso         | Puede destituirle de su cargo por traición, soborno, delito y falta grave | |
| Poder Ejecutivo (Presidente)      | Emite órdenes ejecutivas a efecto de ejecutar las leyes y asumir sus obligaciones constitucionales de director de la administración de la rama ejecutiva y comandante en jefe de las Fuerzas Armadas. | Cortes federales | Pueden invalidar, por ilegalidad o inconstitucionalidad, toda medida, política u orden ejecutiva y pueden, por daño inminente, ordenar la suspensión cautelar de sus efectos en todo el país | |
| Poder Judicial (Cortes federales) | Invalidan leyes por violar la Constitución, y órdenes ejecutivas por ello o por contradecir la ley | Congreso         | Puede, por ⅔ de ambas cámaras, proponer enmiendas constitucionales a los estados | |
| Poder Judicial (Cortes federales) | Invalidan leyes por violar la Constitución, y órdenes ejecutivas por ello o por contradecir la ley | Congreso         | Puede destituir jueces federales de su cargo por traición, soborno, delito y falta grave | |

En Estados Unidos el poder político se divide tanto a través del federalismo (entre el gobierno federal y los gobiernos estatales) como a través de las ramas (legislativas, ejecutivas y judiciales) dentro del gobierno federal y estatal. James Madison en El Federalista n.º 51 narra la importancia del sistema federal junto con la separación de poderes para asegurar la libertad y los derechos del pueblo.

En una república unitaria, todo el poder cedido por el pueblo se coloca bajo la administración de un solo gobierno; y se evitan las usurpaciones dividiendo a ese gobierno en departamentos separados y diferentes. En la compleja república americana, el poder de que se desprende el pueblo se divide primeramente entre dos gobiernos distintos, y luego la porción que corresponde a cada uno se subdivide entre departamentos diferentes y separados. De aquí surge una doble seguridad para los derechos del pueblo. Los diferentes gobiernos se tendrán a raya unos a otros, al propio tiempo que cada uno se regulará por sí mismo.